# Girls on Top
Girls on Top è il quinto album in studio della discografia sudcoreana della cantante sudcoreana BoA, pubblicato nel 2005.

## Tracce
1. Moto – 3:05
2. Do You Love Me? (Dul-i Hamkke) (둘이 함께) – 3:31
3. Girls on Top – 3:37
4. Oneul Geudael Bondamyeon (If You Were Here) (오늘 그댈 본다면) – 3:38
5. Love Can Make a Miracle – 3:42
6. Addiction (Jibchag) (집착) – 4:04
7. Freak in Me – 3:26
8. Gongjungjeong-won (Garden in the Air) (공중정원) – 3:50
9. I Spy – 3:17
10. Can't Let Go – 3:55
11. Heroine (Siseon) (시선) – 3:08
12. Sum... (Breathe Again) (숨) – 4:26